# Irob
Il popolo Irob (Ge'ez: ኢሮብ ʾirōb, anche detto Erob) sono un gruppo etnico che occupa le montagne del nord DELLA Regione dei Tigrè in Etiopia. Parlano la lingua Saho, sono di religione cristiana e principalmente agricoltori. Sebbene i confini della terra Irob è identico in grandezza al woreda Irob.